# テレケカ州
テレケカ州(テレケカしゅう、英語：Terekeka State)は、南スーダン南部のエクアトリア地方北中部にかつて存在した州。2015年成立、2020年廃止。
2014年の人口は17万6030人。
州都はテレケカ。

## 隣接州
- 北：東部レイク州、ジョングレイ州
- 東：イマトン州
- 南：ジュベク州
- 西：アマディ州

## 行政区画
以下の5郡から成る。
- グウォー郡
- ジェメザ郡
- タリ郡
- ティゴー郡
- テレケカ郡